# Såka
Såka (såka) (fi.: Sokoja) är en by i Karleby stad.
I Såka finns det runt 900 invånare och den täcker en yta på 40km². Såka är indelad i fem olika områden: Övre-Såka, Rasmus, Koivisto, Såka och Skrabb-Wentjärvi. I Såka finns en skola, byagård och en ungdomsförening (Fackelheim), även Finlands äldsta stenfähus (1748) är belägen i Rasmusområdet. Stensamlingen "Bjunsteina" är också belägen i Såka, vilket är högsta punkten i Karleby stad.